# Macroalga
La macroalga és una mena d'alga marina de grandària macroscòpica, multicel·lulars en general i, per tant, es diferencia de les microalgues, les quals són de grandària microscòpica i són unicel·lulars.
Les macroalgues són sovint algues brunes o vermelles que es troben entre altres tipus d'alga, com l'alga verda.
Les macroalgues no s'han de confondre amb l'herba marina, la qual creix en un jaç marí poblat per plantes vasculars arrelades i no per algues.

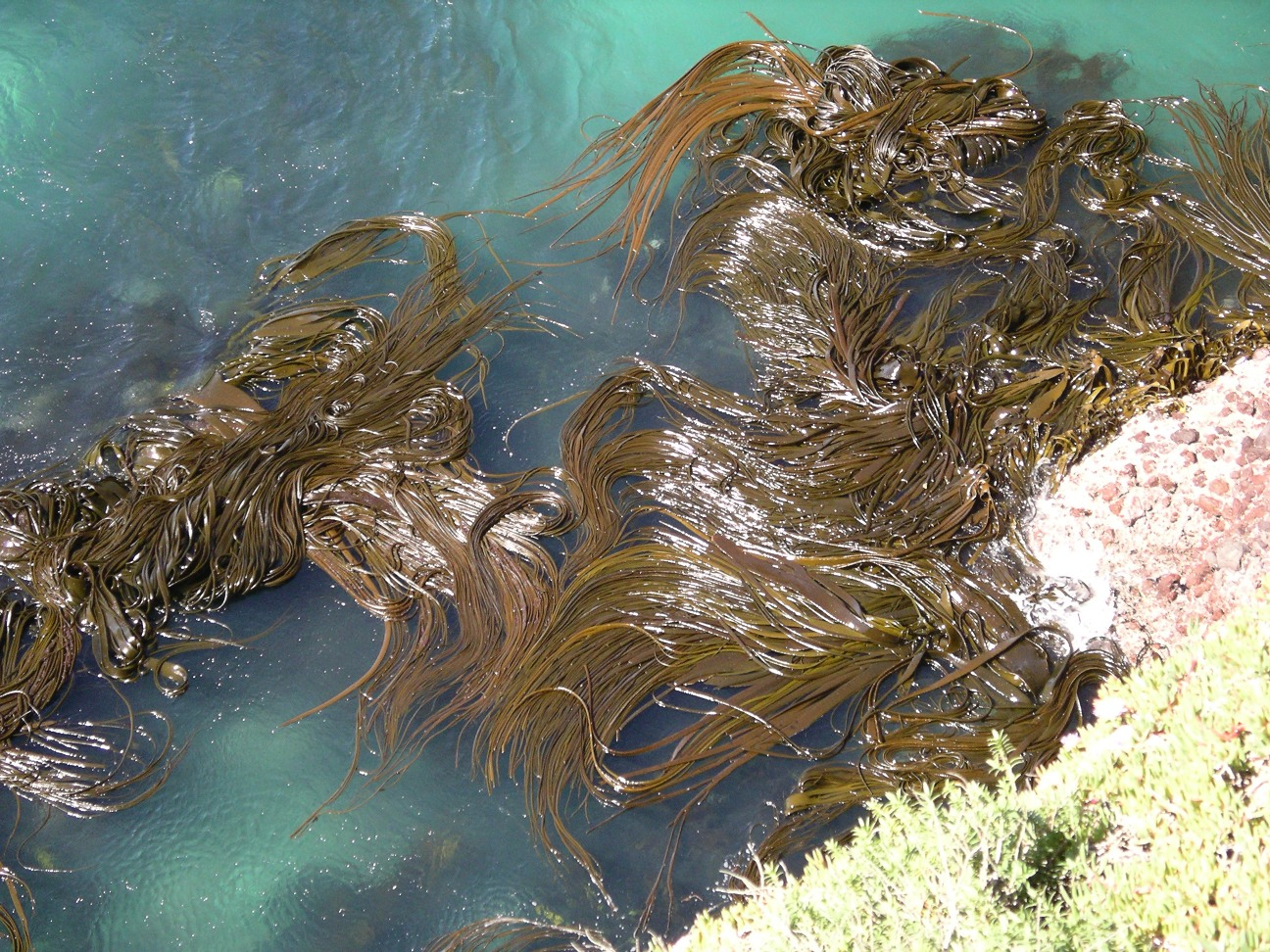
Durvillaea antarctica, una macroalga.

Un dels principals usos de la macroalga és com a aliment, com per exemple en l'embolcall de sushi.
Al Xile se'n diu cochayuyo i es menja en estofats, sopes, o a la vapor.

## Anatomia
L'aspecte de l'alga s'assembla a plantes terrestres no arbòries. La seva anatomia inclou:

### Tal·lus
El Tal·lus és el cos de les algues. Conté làmina, cama i fixador.

#### Làmina o fulla
És una estructura aplanada una mica semblant a les fulles. Conté Sorus i pneumatocists, sent els sorus un cúmul d'espores i el pneumatocist una bufeta d'aire. Un òrgan d'assistència a la flotació a la fulla. En els Kelps (nom vulgar d'un grup de gèneres de les Laminarials), hi ha un pneumatocist o surador entre la làmina i la cama.

#### Cama
És l'estructura de sosteniment, similar a la tija. En algunes laminariales pot estar absent.

#### Fixador
És una estructura basal que proporciona un enganxament a un substrat. En el cas de les algues, l'Haptera és una extensió similar a un dit sovint amb un disc terminal que s'ancora a un substrat bentònic
La cama i la làmina són coneguts col·lectivament com a fronda.

## Grups
Evolutivament, les macroalgues apareixen en moments diferents de la història evolutiva de les algues, per la qual cosa són diferents grups sense relació:
- Ulvophyceae, macroalgues verdes cloròfites compostes per una sola cèl·lula de gran desenvolupament.
- Charophyta, macroalgues verdes multicel·lulars d'aigua dolça que van antecedir evolutivament a les plantes terrestres.
- Rhodophytina, macroalgues vermelles, el subgrup de les quals més important és Florideophyceae.
- Phaeophyceae, conegudes com a algues marrons, grup que conté les de major grandària, com es veu en els boscos de varec.

## Exemples
Destaquen els següents gèneres:
| Gènere      |  | Tipus d'alga  | Comentaris                                                                     |
| ----------- |  | ------------- | ------------------------------------------------------------------------------ |
| Caulerpa    |  | Verda         | Subaqüàtica                                                                    |
| Fucus       |  | Marró o Marró | En zones entre marees sobre costes rocoses.                                    |
| Gracilaria  |  | Vermella      | Conreada com a aliment                                                         |
| Laminaria   |  | Marró o Marró | Habita en profunditats de 8 a 30 m sota la superfície, conreada com a aliment. |
| Macrocystis |  | Marró o Marró | Gran alga, forma grans frondes flotants.                                       |
| Monostroma  |  | Verd          |                                                                                |
| Porphyra    |  | Vermella      | En zones entre marees amb climes temperats. Conreada com a aliment.            |